# Теорія гейткіпера
Тео́рія гейткі́пера — це теорія медіа, що пояснює, як інформація відбирається та фільтрується перед поданням споживачам. Теорія фокусується на гейткіперах (від англ. «gate» — брама і «keeper» — той, хто оберігає) — брамниках, що фільтрують та відбирають інформацію для подання реципієнтам. Гейткіпінг належить до ефектів, пов'язаних із природою медіатексту, які впливають на сприйняття пунктів порядку денного членами суспільства. До такого типу ефектів поряд із гейткіпінгом та у взаємозв'язку з ним знаходяться адженда-сеттінг (установка порядку денного) і вторинний гейткіпінг, фреймінг (створення рамок сприйняття) і праймінг (інтерпретація нових подій у межах вже існуючого досвіду). Саме ці ефекти вважаються такими, що безпосередньо впливають на хід громадського обговорення. Вважається, що вони виникають завжди (хоча і в різній мірі), незалежно від властивостей споживача інформації.

## Історія теорії
- Ідентифікація процесу гейткіпінгу без оформлення його у теорію (1922)
- Левін Курт (1943)
- Девід Вайт (1950)
- М. Уорнер (1971)
- Максвел МакКомбс і Дональд Шоу (1976)

### Розвиток теорії та дослідження

#### Левін Курт
Вперше термін гейткіпінгу на позначення відбору інформації використав Курт Левін, німецько-американський психолог, піонер соціальної психології. Описуючи теорію, він змалював матір чи дружину як особу, яка вирішує, що за їжа буде на родинному столі. Тобто брамник (гейткіпер) — це людина, яка вирішує, що саме пройде крізь чергові ворота. Згодом Левін розвинув теорію і припустив, що процес відсіювання може стосуватися новин, що спрямовуються комунікаційними шляхами до суспільних груп. Це поняття К. Левін обґрунтовував наступним чином. Повідомлення, що йде до аудиторії, проходить на своєму шляху як би декілька «брам» (наприклад, при переході інформації від стадії збору до стадії первинної обробки). При кожній «брамі» є спеціальні люди — «брамники», від яких залежить, відкрити або не відкрили прохід для того чи іншого повідомлення, тобто для подальшого просування інформації до аудиторії. Для того, щоб зрозуміти функції «воріт» («брам»), необхідно встановити, які фактори визначають рішення «брамників». Концепція «брамників» направила інтерес соціологів на вивчення безпосередньо діяльності журналіста.
Також, більш пізнім автором, що розглядав цю теорію в часи Курта Левіна зазначалася влада (але фактично — повноваження) гейткіперів, їхній доступ до ресурсів, та можливість просунути свою інформацію за рахунок фінансових перерахувань гейткіперам:
|                      | По-перше, було помічено, що люди, які займають різні пости в журналістській ієрархії, можуть мати різний вплив на проходження новини. У зв'язку з цим західні соціологи виділили в редакційному апараті засобів масової інформації "адміністраторів" ( "ікзекьютівз") і "співробітників" ( "стафферз"). У число адміністраторів включають видавця і редакторів, в число співробітників - репортерів, правщиків, переписувачів. Виявилося, що механізмами шлюзів інформації видавець керує за допомогою вузької групи привілейованих осіб, які, хоча і є особами найманої праці, за своєю ідеологією і матеріальним становищем збігаються з великою буржуазією. Багато головних редакторів провідних буржуазних газет, журналів, радіо і телестудій стають мільйонерами. Наприклад, один з наближених західнонімецького монополіста преси А. Шпрингера, Крістіан Крахт, вважається найбільш високооплачуваним керівником в ФРН. Англійський монополіст Р. Мердок, який запросив керувати в 1971 році комерційної телестудією "Лондон вікенд телевіжн" колишнього посла Великої Британії в Вашингтоні Джона Фрімена, запропонував останньому винагороду, що перевищує 14 тисяч фунтів стерлінгів на рік. Для порівняння скажемо, що середня річна зарплата кваліфікованого англійського робітничого менше приблизно в десять разів. На найважливіших ділянках інформаційного процесу високі оклади характерні не тільки для керівників, але і для виконавців. |
| — Коробейников В. С. | |

#### М. Уорнер
«Британський журнал соціології» опублікував у вересні 1971 року результати досліджень лондонського соціолога М. Уорнера, що проводилися в редакціях новин найбільших американських телевізійних об'єднань. На думку Уорнера, який проводив «включене спостереження» (тобто сам працював у колективі журналістів телебачення), у редакціях новин «набагато більше одностайність між організацією і журналістами, ніж між «стафферз» та «ікзекьютівз» в пресі. Він відмічає кілька причин такого конформізму, найважливішою з яких, мабуть, виявляється фактичний підкуп телевізійних репортерів і коментаторів. В американському телебаченні, зазначає М. Уорнер, робота в відділі новин більш прибуткова, ніж у пресі. Одну з редакцій новин, наприклад, не без підстави називають «золоте гетто», а один із провідних коментаторів теленовин отримує 150 тисяч доларів на рік, тобто більше, ніж президент США. Середньої ланки редактор або кореспондент заробляє в великому телевізійному об'єднанні 500 доларів на тиждень, що дорівнює середній зарплаті професора коледжу. «Що стосується керівників відділів новин,— зауважує Уорнер,— то вони не бажали обговорювати розмір їх заробітної плати». Неймовірно високі оклади журналістської верхівки гарантують їх роботу на «організацію» не за страх, а за совість. Комедія «незалежності» частенько розігрується наближеними «королів преси» і в особистих відносинах зі своїми господарями. Наочною ілюстрацією цього може служити, наприклад, лінія поведінки самого молодого головного редактора шпрінгеровского концерну Петера Беніш. Беніш, який очолив найбільшу газету концерну «Більд-Цайтунг» в 35-річному віці, вміє надати своєму спілкуванню з господарем відтінок «незалежності». «Він ніколи не забуде,— як зауважує біограф Шпрингера Ганс Мюллер,— безцеремонно заперечити Шпрінгеу з окремих питань, завдяки чому тим більшої ваги набуває його послух у важливих речах…» Рішення пропустити або відкинути ту чи іншу інформацію навряд чи диктуються лише одним бажанням догодити господареві. У соціологічній літературі Заходу (і це вельми примітно) немає досліджень «гейткіперів», що займають ключові владні посади в газетах, кіно, радіо і телебаченні. Явна перевага надається адміністраторам із нижчих щаблів. Тут зв'язок із владою монополій перестає бути настільки очевидним, і тому центр уваги зміщується на психологію окремої особистості.

#### Девід Вайт
У 1950 році Девід Вайт розвинув теорію «гейткіпінгу» Левіна у напрямку журналістики. Він вивчав діяльність редактора повідомлень телеграфних агентств у газеті з 30-тисячним тиражем, що виходить у промисловому місті з населенням у сто тисяч чоловік. Завдання цього редактора полягало у тому, щоб із безлічі повідомлень агентств Асошіейтед Прес, Юнайтед Прес та Інтернешнал Ньюс Сервіс відбирати матеріали для своєї газети, редагувати їх і давати заголовки. Д. Вайт вважає такого редактора «найважливішим з усіх» гейткіперів, оскільки якщо він відкидає якесь повідомлення, то зводиться нанівець робота всіх тих, хто обробляв і передавав повідомлення до нього. Однак, глянувши на роль редактора повідомлень телеграфних агентств у ширшому плані, видно, що його вибір інформації вже базується на окреслених попередньо полях — тематика матеріалів задана «гейткіперами» телеграфних агентств. На частку «міністра Гейтса» (так називає редактора дослідник) залишається встановлення пропорцій між повідомленнями на різні теми.
У результаті вивчення мотивувань, за якими «містер Гейтс» відкидає те або інше повідомлення, Девід Вайт прийшов до висновку, що редактор є «надзвичайно суб'єктивним». При відборі інформації він керується ціннісними судженнями, заснованими на власному досвіді, відносинах і очікуваннях. Суб'єктивність ця, як визнає Девід Вайт, досить жорстко обмежується об'єктивною дійсністю. Наприклад, «містер Гейтс» не може через суб'єктивні причини відкинути якийсь матеріал, якщо він широко висвітлюється радіо, телебаченням або конкуруючою газетою.

#### Воррен Брід
Як би не хотіли адміністратори всіх рангів повністю зберігати свій контроль над інформацією, особисто вони не збирать матеріал і не пишуть (не знімають) інформаційні повідомлення. Для цієї мети використовуються рядові журналісти, або «стафферз». Виявляється, що вони не тільки не підтримують адміністраторів, а й вступають із ними в прямий конфлікт. «Стафферз» конфліктують і з приводу умов своєї праці (страйки рядових журналістів стали таким само звичним явищем, як страйки інших трудових груп) і (що в даному випадку особливо важливо) з питань підходу до висвітлювання інфрмації. Відкрита незгода з політикою видавця особливо характерна для молодих репортерів. Так, за даними американського соціолога Воррена Бріда, у середньому близько п'ятдесяти відсотків «стафферз» дотримуються більш ліберальної орієнтації, ніж адміністратори, що підтримують видавця. Серед журналістів молодше 35 років ця цифра збільшується до 75 %. Існує певний ряд умов, які, незважаючи на контроль видавця, все ж дозволяють «стафферз» якщо не відкрито відкидати нав'язувані їм норми, то подекуди обходити їх. Перш за все, на думку У. Бріда, це відсутність точного і детального формулювання політики видавця. Це дає можливість деяких відхелень від напрямку. Наприклад, газета, що підтримує республіканську партію США, може не особливо ревно підтримувати якогось конкретного видавця-республіканця на виборах тому, що він «занадто ліберальний». По-друге, рядовий журналіст, проробляючи чорнову роботу зі збору інформації, може використовувати цю перевагу і відхилятися від заданої видавцем або його адміністратором політики. Він, наприклад, може в певних випадках вирішити, у кого брати інтерв'ю, а у кого ні, які поставити запитання, які навести цитати, що винести в повідомленні на перший план, а що опустити і т. д. Нарешті, якщо своя газета не зачіпає якоїсь теми, «стафферз» може спровокувати свою адміністрацію на її висвітлення шляхом анонімної публікації матеріалу на дану тему в іншій газеті. Звичайно, всі ці відхилення пов'язані для журналіста з певним ризиком. Спочатку це ризик не побачити свого матеріалу в газеті, кіно, на радіо чи телебаченні. Потім це ризик втратити роботу. Дуже красномовні факти в зв'язку з цим наводяться в книзі «Табу західнонімецької преси» відомого в той час у ФРН репортера Гюнтера Вальрафа. Він розповідає про численні випадки з власної практики і своїх друзів — прогресивних журналістів, коли лише одна згадка назви небажано видавцем фірми закривала матеріалам шлях до широкої аудиторії. Вальраф наводить і приклади функціонування «гейткіперів» на рівні журналістської адміністрації, які не пропускають інформацію, невигідну бізнесменам. Якось, згадує Г. Вальраф, тижневик «Цайт» мав намір надрукувати військове фото з Йорданії. Однак у верстку номера втрутився відділ реклами, який збирався помістити на сусідній смузі рекламу кока-коли. «Спочатку ми повинні запитати у фірми „Кока-кола“, чи може з'явитися це фото», — заявив редактор. Фірма не дала своєї згоди, і фотографія з Йорданії не була поміщена в номер.
Бажаючи розповісти правду про становище західнонімецьких робочих, Вальраф два роки пропрацював на великих підприємствах ФРН і на підставі власного досвіду написав про порядки, які там панують. Ці матеріали доходили до масової аудиторії. Через ряд причин бізнесменам не вдалося «перехопити» повідомлень журналіста на стадії їхньої підготовки. Тоді власники фірми вжили заходів проти своєвільного репортера. У відділи кадрів найбільших підприємств були розіслані спеціальні «застережливі» листи. Фірми ж, викриті в репортажах Вальрафа, подали на нього в суд за ніби-то завданий цими публікаціями «виробничий збиток».

#### Максвел МакКомбс і Дональд Шоу
У 70-х рр. XX ст. Максвел МакКомбс і Дональд Шоу вивчали ефект рішень брамників. Вони з'ясували, що аудиторія оцінює важливість новини з того, наскільки медіа акцентує увагу на ній, також на сприйняття і ставлення впливає місце розміщення новини (у газетах, ТБ, радіо). МакКомбс і Шоу зазначили, що концепція гейткіпінгу пов'язана з концепцією порядку денного, адженда сеттінг (від англ. «agenda» — порядок денний).
Дослідниками гейткіпінгу також є В. Гібер, Дж. Макнеллі, А. Басс, Р. Браун, Дж. Діммік.

## Теорія гейткіпера у ХХІ столітті
На разі теорія застосовувана у галузі масових комунікацій, соціології та психології. Серед сучасних дослідників гейткіпінгу це поняття перевизначає П. Шумейкер. На її думку, гейткіпінг у попередньому розумінні (вплив на добір новин гейткіперів) не є змістовно повним. Новий підхід до розуміння гейткіпінгу полягає в тому, що це явище визначається як індивідуальна робота гейткіперів у певній інституції, так і внутрішні та зовнішні чинники, що на неї впливають.
На думку П. Шумейкер, самі новини мають певні характеристики, які або дають їм змогу пройти у «ворота», або зупиняють їх.
У 2004 р. В. Беннетт розширив усталений підхід до теорії гейткіпінгу. У своїх висновках він визначив чотири фільтри, які впливають на вибір події:
- репортер,
- редакція,
- економічний чинник,
- технологія збирання новин[8].

Первісно теорія гейткіпінгу мала на меті відсіювати повтори новин, але з часом це перетворилося на успішну технологію маніпуляції громадською думкою. З розвитком Інтернету та соціальних мереж, теорія гейткіпінгу не втратила актуальності — у сучасному світі види брамники стали більш розмаїтими: тепер додався ще вимір «онлайн» для усіх попередніх гейткіперських посад: ті, хто працюють над онлайн-новинами часто скоординовано поширюють типову інформацію «заводячи» публіку в потрібне русло і створюючи відповідні суспільні настрої (наприклад, заголовки «соцмережі підірвало повідомлення…», «соцмережі висміяли…», «блогосфера (маючи на увазі соцмережі) пише…» і под.), крім того додалися ще адміністратори та модератори сайтів, пабліків, спільнот. Також потрібно зазначити залученість до процесу гейткіпінгу лідерів думок, які хоч можуть і не мати офіційної посади по відбору новин, але все одно обирають і відсіюють повідомлення, які вони будуть передавати у своїй мережі людям, які довіряють їм. Зважаючи на популярність у ХІ столітті глобальної комунікативної мережі Інтернет, актуальним напрямком для досліджень є механізми гейткіпінгу в масових Інтернет-комунікаціях. На думку Плещенко К. В., блоги пропонують інтерсуб'єктивну реалізацію моделі «гейткіперів» (створення користувачами дискретних, але рівноправних картин світу).
Домінік Дж. Р. зазначає, що гейткіпери існують на різних рівнях, не тільки редактори відбирають інформацію, а й журналісти на етапі збору відбирають матеріал, що потенційно буде, на їхній погляд, опублікований або випущений. У сфері Інтернет-комунікацій Домінік зазначає, що окремі індивіди виступають неофіційними гейткіперами, і можуть мати не менший вплив на відбір та поширення інформації, ніж гейткіпери з організацій. Крім того, Домінік говорить про те, що доступ до ресурсів в Інтернеті та можливість кожного розповсюджувати і ділитися інформацією, приводить до того, що влада офіційних гейткіперів зникає, як і взагалі в мережі зникає феномен людського гейткіпінгу. Натомість гейткіперами стають алгоритми пошукових сайтів та мереж. Якщо гейткіпери в реальному світі відіграють, крім іншого, роль оцінювачів інформації та тих, хто перевіряє її на достовірність, в Інтернеті не має механізмів, які б зупиняли поширення фейкової інформації. Таким чином, Інтернет створює найбільший за всі часи плюралізм, але функція визначати правдивість і достовірність все більше переходить до отримувачів повідомлень, які можуть робити це, співставляючи різні повідомлення і факти. Харгітай також зауважує, що в еру Інтернет-технологій, впливовість та владні ресурси не є необхідними для того, щоб інформація пройшла до аудиторії, оскільки Інтернет-технології оминають традиційних гейткіперів. Пітер Ладлов зазначає, що у держави є складнощі з моніторингом індивідуальних користувачів Інтернету, які є численними та розсіяними у просторі. Мережеві (віртуальні) спільноти функціонують також як гейткіпери для учасників кіберпростору, тому, імовірно, санкції будуть накладатися на адміністраторів спільнот (які виступають управлінцями мереж), і таким чином держави будуть здійснювати тиск по запровадженню бажаного зводу правил поведінки у кіберсередовищі.

### У напрямку теорії мережевого гейткіпінгу
Каріна Барзілай-Нахон написала низку доробків і статей, присвячених міждисциплінарному підходу до теорії гейткіпера. У 2008 році вона запропонувала новий спосіб погляду на «брамника», об'єднання комунікативних дисциплін, інформаційних технологій та перспектив управління у витончену теорію гейткіпера. Традиційна теорія масової комунікації зосереджена на тому, як ми отримуємо новини, однак підхід Барзілай-Нахона стосується всієї інформації.
Барзілай-Нахон додає нові терміни і переосмислює старі терміни в рамках (с. 1496—1497):
- Ворота — «вхід або вихід із мережі або її розділів».
- Гейткіпінг — «процес управління інформацією під час того, як він рухається через ворота». Діяльність включає, крім іншого, відбір, додавання, утримання, відображення, спрямування, формування, маніпуляції, повторення, час, локалізацію, інтеграцію, ігнорування та віддачу інформації».
- Gated — «сукупність, призначена для проходження через ворота».
- Механізм гейткіпінгу — «інструмент, технологія або методологія, використовувана для здійснення процесу гейткіпінгу».
- Мережева воротаря — «суб'єкт (люди, організації чи уряди), який має право на власний розсуд здійснювати контроль над воротами через механізм гейткіпінгу в мережах і може вибирати ступінь, до якого використовувати цю можливість залежно від обмеження воріт».

Цей оновлений погляд на «гейткіпінг» також представляє декілька класифікацій, включаючи бази для гейткіпінгу, механізми, що використовуються в мережному керуванні, та типи повноважень мережевих гейткіперів.
Крім того, Барзілай-Нахон вводить типологію для воріт. Згідно з її підходом, ті, хто йде крізь ворота, можуть мати чотири ключові атрибути на різних рівнях, які визначають, як вони можуть взаємодіяти з воротами. Це (с.  1501):
1. Політична влада стосовно воротаря
2. Можливості отримання інформації
3. Зв'язок із воротарем
4. І альтернативи в контексті воротаря.

Типологія комбінацій цих характеристик дає змогу оцінити потенційні взаємодії між воротарем та тими, хто йде крізь ворота, на основі кількості та типу атрибутів, які має особа. Її обговорення «тих, хто йде крізь ворота» резонує з гейткіпінгом аудиторії в тому, що надає силу реципієнтам повідомлень у процесі гейткіпінгу.

## Зв'язок з іншими теоріями
До брамної теорії (гейткіпінгу) раніше була вписана теорія гіподермічної голки [Архівовано 1 грудня 2017 у Wayback Machine.]. Також пов'язані з теорією гейткіпінгу теорія культивації та розриву знань [Архівовано 1 грудня 2017 у Wayback Machine.], адженда сеттінг, фреймування, праймінг.

## Критика
Стосовно досліджень гейткіпінгу Карін Барзілай-Нахон виділяє такі елементи критики:
- Величезна кількість залежних змінних і контекстів, гейткіпінгом та гейткіперами за певних умов може бути будь-що, це послаблює можливість розбирати гейткіпінг аналітично як процес або фокусуватися на гейткіпінгу як основній темі.
- Потрібно розширювати підходи для вивчення гейткіпінгу. На додачу до стандартних запитань «хто?» (гейткіпер) і «що?» (проходить через ворота) у дослідженнях потрібно враховувати умови, час і ситуативний контекст. Потрібно працювати над перевизначенням та розширенням терміну гейткіпінгу.
- Брак міждисциплінарності, обмеженість підходів та відповідно, обмеженість можливостей вивчення гейткіпінгу[14].